# هجوم بيسان 2002
هجوم بيسان (بيت شيعان) عام 2002، هي عملية استشهادية وقعت في 28 نوفمبر 2002، نفذها أعضاء في كتائب شهداء الأقصى في مدينة بيسان بإسرائيل، حيث فتح مسلحون النار وألقوا قنابل يدوية على مركز اقتراع حزب الليكود؛ حيث كان أعضاء الحزب يدلون بأصواتهم في الانتخابات التمهيدية لليكود. قُتل ستة إسرائيليين خلال الحادث وجُرح 34 أخرين.

## الهجوم

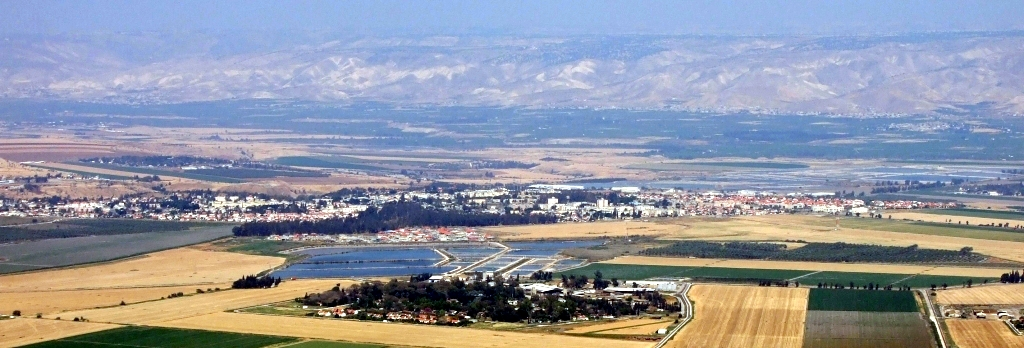
مدينة بيسان عام 2008

في 28 نوفمبر 2002 الساعة 3:20 مساءً قام فلسطينيان من كتائب شهداء الأقصى التابعة لحركة فتح، عمر ويوسف روب من بلدة جلبون،  بسيارة مسروقة إلى بيت شيعان وأوقفوها أمام مقر الليكود، وعند دخولهم مركز الاقتراع فجروا قنابل يدوية وأطلقوا أسلحة آلية من مسافة قريبة في صفوف من الناس ينتظرون الإدلاء بأصواتهم. بعد ذلك بوقت قصير اندلعت معركة انتهت بمقتل الفدائيين برصاص شرطي على الحدود كان في المنطقة، كان أحد المنفذين يرتدي حزامًا ناسفًا تحت سترته.
قُتل أربعة مستوطنين في الهجوم وتوفي اثنان آخران في المستشفى متأثرين بجراحهم، وأصيب عشرات الأشخاص، بينهم ثلاثة من أبناء وزير الخارجية الإسرائيلي السابق دافيد ليفي.
قالت كتائب شهداء الأقصى في اتصال تليفوني أن مسلحيها نفذوا الهجوم انتقاما لقتل اثنين من قادة المقاومة الفلسطينية الميدانيين في مخيم جنين للاجئين بالضفة الغربية أحدهما ينتمي لكتائب شهداء الأقصى والثاني لكتائب عز الدين القسام الجناح العسكري لحركة المقاومة الإسلامية (حماس) في عملية اغتيال مزدوجة، عندما أطلقت مروحية عسكرية من طراز (أباتشي) صاروخا باتجاه منزل كانا يختبئان فيه.

## القتلى
| - ديفيد بيرتس، 48 عامًا، من بيسان. - حاييم عمار، 56 عامًا من بيسان . - شاؤول زيلبرشتاين، 36 عامًا، من الناصرة العليا. | - إيهود (يهودا) أفيتان، 54 عامًا، من بيسان. - مردخاي أبراهام، 44 عامًا، من بيسان. - يعقوب لاري، 35 عامًا، من بيسان. |